# Guardiano Rosso
Il Guardiano Rosso (Stella rossa) è un personaggio dei fumetti pubblicato dalla Marvel Comics, di cui diversi personaggi hanno indossato i panni.

## Biografia dei personaggi

### Aleksey Lebedev
Durante la seconda guerra mondiale un normale cittadino russo, incurante del pericolo, si precipitò all'interno di un palazzo in fiamme e riuscì a salvare una donna e un bambino. Poiché i suoi abiti erano stati distrutti dal fuoco, l'uomo si coprì con una bandiera sovietica e con quella uscì dall'edificio. Ispirandosi a questa immagine, fu Stalin, come riconoscimento ufficiale per il gesto eroico, a nominare quell'uomo Guardiano Rosso, protettore della patria russa.
Nel 1945, Guardiano Rosso ebbe modo di collaborare con Patriota, Spirito del '76 e Capitan America, nonostante il forte sentimento anticomunista degli americani, per recuperare una cassaforte affidata da Hitler al Teschio Rosso. L'eroe sovietico approfittò anche dell'occasione per vendicarsi delle truppe SS, che durante la guerra gli avevano sterminato la famiglia. Lo scontro nel bunker del Teschio Rosso fu molto cruento e, prima che gli alleati potessero impossessarsi della cassaforte, il bunker saltò in aria. Partiti gli americani, Guardiano Rosso tornò sul luogo dell'esplosione ma, nonostante lunghe ricerche, non fu in grado di ritrovare la cassaforte.
Sebbene fosse stato pesantemente criticato da Stalin per questo insuccesso, durante la Conferenza di Potsdam fu nominato sua guardia del corpo. Nella stessa occasione erano presenti anche Namor e William Naslund, nei panni del nuovo Capitan America II. I tre supereroi riuscirono a sventare un piano criminale per uccidere Stalin, Churchill, e Truman. Avendo scoperto, grazie alla confessione ottenuta da uno dei sicari che erano stati inviati per assassinare i politici, che il piano prevedeva anche di far saltare in aria la sede della conferenza, Namor, Capitan America e Guardiano Rosso attaccarono la base del leader dei congiurati, il generale Brinkhaus, e poterono limitare almeno in parte i danni dell'esplosione.

### Alexei Shostakov
Alexi Shostakov era un pilota collaudatore estremamente popolare in Unione Sovietica, dipinto dai media come un eroe. Altrettanto amata dal pubblico era sua moglie Natalie, ballerina classica. Per le sue grandi capacità, Alexi attirò l'attenzione del KGB, che decise di addestrarlo per diventare agente speciale, con il costume di Guardiano Rosso, la risposta sovietica a Capitan America. Fu quindi inscenata la sua morte durante un fittizio collaudo di un missile sperimentale e gli fu vietato qualsiasi contatto con chiunque lo conoscesse, inclusa la moglie. Gli anni di addestramento trasformarono profondamente Alexei, trasformandolo in un uomo crudele e senza scrupoli. Nel frattempo Natalie, affranta dalla morte del marito, decise di onorarne la memoria servendo il proprio paese come spia con il nome di Vedova Nera, ma scelse in seguito di defezionare e fuggì negli Stati Uniti.
L'Unione Sovietica ricevette un'offerta segreta di alleanza da parte del governo cinese, che intendeva conquistare gli Stati Uniti servendosi di uno strumento chiamato Psychotron, in grado di indurre allucinazioni di massa. L'Unione Sovietica avrebbe dovuto mettere a disposizione i sommergibili necessari per il trasporto dello Psychotron, che per funzionare doveva trovarsi in prossimità del paese bersaglio. Il governo sovietico inviò in Cina come proprio rappresentante il generale Yuri Brushov, con la protezione di Guardiano Rosso, per vedere il prototipo dello Psychotron.
Anche la Vedova Nera, il suo nuovo innamorato Occhio di Falco (Clint Barton) e Ercole si recarono alla base dove era conservato lo Psychotron ma furono catturati. Il Guardiano Rosso, dopo aver rivelato la sua vera identità, gettò Hercules nello Psychotron, accecandolo con allucinazioni. In quel momento i Vendicatori giunsero in soccorso dei supereroi.
Il Guardiano Rosso e Capitan America si affrontarono in combattimento, ma proprio mentre Cap stava avendo la meglio, il colonnello cinese Ling lo stordì a tradimento con una scarica elettrica. Nel frattempo la Vedova Nera si era liberata e stava cercando di raggiungere lo Psychotron per distruggerlo. Il Guardiano Rosso, ancora innamorato della moglie, nel tentativo di proteggerla fu ferito dal colonnello Ling. La Vedova Nera riuscì a far saltare in aria lo Psychtron ma scatenò anche una catena di esplosioni. Mentre i supereroi stavano cercando di mettersi in salvo, il Colonnello Ling provò un'ultima volta ad uccidere Capitan America ancora privo di sensi. Con le sue ultime forze, il Guardiano Rosso si oppose a questo atto di vigliaccheria e riuscì in extremis a deviare il raggio laser del colonnello Ling, colpendo però alcuni tubi del gas. L'esplosione che ne seguì uccise sia il colonnello sia il Guardiano Rosso, mentre i Vendicatori riuscirono a mettersi in salvo.
In realtà Alexi è stato ritenuto morto (dalla Vedova e dai lettori) per circa trenta dei nostri anni, ma effettivamente operava dietro le quinte, per poi ricomparire nell'arco narrativo The Widow.

### Tania Belinsky
La dottoressa Tania Belinsky fu il primo Guardiano Rosso donna. In Italia, poiché il personaggio era femminile, il nome Red Guardian fu tradotto con Guardia Rossa. Possedeva dei superpoteri ottenuti in seguito a un incidente nucleare. Si unì ai Difensori guidati dal Dottor Strange dopo aver cambiato il suo nome in Starlight. Abbandonò il pianeta quando il suo livello di radiazioni divenne nocivo per le persone.

### Josef Petkus
Josef Petkus divenne il quarto Guardiano Rosso, e lottò a fianco di Capitan America quando Vanguard, Stella Nera e Ursa Major (tre supereroi sovietici) chiesero asilo politico negli States.

### Sesto Guardiano Rosso
Un Guardiano Rosso apparve nel primo numero di Captain America (vol. 5) di Ed Brubaker (gennaio 2005), nel quale fu ucciso con un colpo di pistola alla testa da Aleksander Lukin sotto gli occhi del Teschio Rosso. L'identità di questo Guardiano Rosso non è stata rivelata.

### Anton Ivanov
Il settimo Guardiano Rosso, Anton, ha fatto la sua prima apparizione nel primo numero della serie Hulk di Jeph Loeb come un membro della Guardia d'Inverno. Anton afferma di essere un ingegnere e un ex pilota di Dinamo Cremisi e fu più tardi rivelato essere (almeno parzialmente) un Life Model Decoy. Fu decapitato da uno spettro terribile, anche se la sua testa è stata mantenuta in deposito, apparentemente ancora viva.

### Nicolai Krylenko
Nicolai Krylenko, noto anche come Vanguard, è l'ottavo Guardiano Rosso e conduce la Guardia d'Inverno.

## Altri media

### Marvel Cinematic Universe
I due personaggi del Guardiano Rosso (Anton Ivanov e Alexei Shostakov) compaiono all'interno del Marvel Cinematic Universe (MCU), interpretati da Zach McGowan e David Harbour e doppiati da Gianfranco Miranda e Massimo Bitossi.
- Anton Ivanov compare nella quarta e quinta stagione della serie televisiva Agents of S.H.I.E.L.D. (2013). In questa versione del personaggio è un magnate solitario russo noto come il "Superiore" che vive recluso dal mondo in cui considera gli Inumani come una minaccia per la sicurezza mondiale, e lavora insieme ai Cani da guardia e la corrotta senatrice Ellen Nadeer per distruggere lo S.H.I.E.L.D.. Alla fine il Superiore viene decapitato dalla psicopatica intelligenza artificiale Aida, che ripone la sua testa in una teca di vetro e gli crea un Life-Model Decoys Designed Only for Killing (L-MODOK) con le sue sembianze. Dopo aver trovato la testa di Ivanov, il membro di alto rango dell'organizzazione nazista HYDRA, la generale Hale, lo convince a unirsi a lei prima che l'agente dello S.H.I.E.L.D. Elena "Yo-Yo" Rodriguez lo sconfigga definitivamente.
- Il Guardiano Rosso compare nel film Black Widow (2021), e in questione è Alexei Shostakov e non è il marito di Natasha Romanoff / Vedova Nera come nei fumetti bensì una figura paterna come quasi il suo padre adottivo. Il Guardiano Rosso è un super-soldato che funge da controparte russa di Captain America; durante una missione di copertura negli Stati Uniti durata anni, fece parte di una famiglia adottiva con Melina Vostokoff, Natasha Romanoff e Yelena Belova, finendo comunque per sviluppare un autentico affetto verso di loro. Fu incarcerato per anni, finché Natasha e Yelena non lo liberarono per farsi aiutare a rintracciare e fermare il malvagio generale Dreykov e la Stanza Rossa.
- Il Guardiano Rosso (Alexei Shostakov) è apparso anche nella prima serie animata dell'MCU What If...? (2021). Nell'ottavo episodio della prima stagione è ambientato in un futuro post apocalittico in cui il malvagio Infinity Ultron ha vinto, il suo scudo viene recuperato e utilizzato da Natasha tra gli archivi russi.
- Il Guardiano Rosso (Alexei Shostakov) compare nel film Thunderbolts* (2025) in cu entra a far parte della squadra di antieroi (insieme alla Vedova Nera, il Soldato d'Inverno, U.S. Agent e Ghost), assemblata da Valentina Allegra de Fontaine.
- Il Guardiano Rosso (Alexei Shostakov) riapparirà nella quinta serie animata dell'MCU Marvel Zombies (2025).
- Il Guardiano Rosso (Alexei Shostakov) riapparirà nel film Avengers: Doomsday (2026).

### Televisione
- Il Guardiano Rosso (Nicolai Krylenko) compare in Avengers Assemble.
- Il Guardiano Rosso è apparso nell'anime Future Avengers.

### Videogiochi
- Il Guardiano Rosso (Alexei Shostakov) compare in Marvel: Sfida dei campioni.
- Il Guardiano Rosso (Alexei Shostakov) compare in Marvel Puzzle Quest.
- Il Guardiano Rosso (Alexei Shostakov) compare in Marvel Future Fight.
- Il Guardiano Rosso (Alexei Shostakov) compare in Marvel Strike Force.
- Il Guardiano Rosso (Alexei Shostakov) compare in Marvel Duel.
- Il Guardiano Rosso (Alexei Shostakov) compare in Marvel Realm of Champions.